# Peau d'espion
Peau d'espion est un film d'espionnage franco-italo-allemand d'Édouard Molinaro sorti en 1967.

## Synopsis
Un romancier accepte de collaborer avec des services secrets...

## Fiche technique
- Titre : Peau d'espion
- Production : Gaumont-international (Paris), Eichberg-Film GmbH (Munich), Franca Film (Rome)
- Réalisation : Édouard Molinaro
- Scénario : Jacques Robert, Édouard Molinaro, d'après le roman Peau d'espion de Jacques Robert, éditions Plon (Paris, 1965) / Dialogues : Jacques Robert
- Photographie : Raymond Lemoigne
- Son : Jean Labussière
- Musique : José Berghmans
- Montage : Robert Isnardon
- Décors : Robert Clavel et Olivier Girard
- Assistant réalisateur : Philippe Monnier
- Coordinateur des combats et des cascades : Claude Carliez et son équipe
- Genre : Espionnage
- Durée : 91 minutes
- Distribution nationale et internationale : Gaumont
- Tournage : 1966
- Pays de production :  France,  Italie,  Allemagne de l'Ouest
- Date de sortie : 7 avril 1967

## Distribution
- Louis Jourdan : Charles Beaulieu, un ancien officier d'Algérie et écrivain, qui accepte une mission d'agent secret
- Senta Berger  (V.F : Michèle Montel)  : Gertraud Sphax, l'épouse d'un éditeur qui tente de manipuler Charles avant d'en tomber amoureuse
- Edmond O'Brien  (V.F : Georges Aminel) : l'éditeur Arys Sphax, le mari de Sandra
- Maurice Garrel : Henri Banck, un savant spécialiste du laser
- Bernard Blier : le commandant Rhome, l'ancien chef de Charles en Algérie, l'un des chefs du contre-espionnage français
- Fabrizio Capucci : Cecil Barnette, un individu appointé par Sphax pour suivre sa femme
- Giuseppe Addobbati : Moranez, un agent secret français
- Gamil Ratib : Belloume
- Patricia Scott : la fille scandinave
- Anna Gaël : Kiki
- Charles Millot : un joueur de poker
- Paul Muller : le deuxième joueur de poker
- Pierre Dumayet : lui-même
- Blandine Ebinger
- Gerhard Bormann
- Peter Martin Urtel
- Jean Rupert
- Axel Ganz
- Marie Noël

## Tournage du film
Le film a été tourné :
- A Paris 16e et également dans le 17e et le 8e. Ainsi lors de la course poursuite automobile du début du film, Senta Berger se débarrasse de son poursuivant en le bloquant astucieusement dans le passage Cardinet. Par ailleurs La rencontre décisive entre Louis Jourdan et Bernard Blier, durant laquelle Jourdan va reprendre du service, se déroule Avenue Franklin D. Roosevelt.
- Dans les Yvelines
  - Le Chesnay, Centre commercial Parly 2
- Dans les Hauts-de-Seine
  - Boulogne-Billancourt
- Dans le Val-d'Oise
  - Asnières-sur-Oise - Abbaye de Royaumont
- Allemagne
  - Bade-Wurtemberg
    - Heidelberg

  - Hesse
    - Aéroport de Francfort à Francfort-sur-le-Main